# Smidths Plantage Skihopbakker
Smidths Plantage Skihopbakker – nieistniejący kompleks dwóch skoczni narciarskich w duńskim Hjørring.
Skocznie w duńskim Hjørring zbudowano w 1941 w ramach miejskiego programu zatrudnienia. Były one położone na terenie leżącej na Hjørring Bjerge (Górach Hjørring) Smidths Plantage, dawnej plantacji drzew, która wzięła swoją nazwę od jej założyciela, a która od 1991 podlega ochronie prawnej jako las naturalny (w 1918 teren ten odkupiło miasto). Kompleks składał się ze skoczni K-30 i K-15. Mniejszy obiekt, położony na zachód od większego, miał charakter treningowy. Na większej skoczni rozgrywano mistrzostwa Danii juniorów i seniorów – w 1958 najlepszym juniorem w Danii został pochodzący z Hjørring Knud Jensen, który oddał skok na odległość 17 metrów, w 1967 mistrzem Danii seniorów został Peter Jacobi, który uzyskał dystans 20 metrów, a w 1969 złoty medal mistrzostw kraju seniorów zdobył Tom Klokholm. Konkurs z 1969 był prawdopodobnie ostatnim w historii tego obiektu. Współcześnie teren, na którym funkcjonowały skocznie, wykorzystywany jest zimą do jazdy na sankach i innym podobnym sprzęcie.